# Kamichama Karin
Kamichama Karin (jap. かみちゃまかりん) – shōjo-manga z gatunku mahō-shōjo stworzona przez Koge-Donbo. Manga została zawarta w 7 tomach. Potem wydano także siedmiotomowy sequel pod tytułem Kamichama Karin Chu.
Na jej podstawie powstało również anime, które liczy 26 odcinków.

## Fabuła
Kamichama Karin to seria o przygodach młodziutkiej nastolatki, która straciła rodziców i czuje się bardzo samotna. Czasem ma wrażenie, że nikt jej nie rozumie i że jej jedyny przyjaciel to mały kotek. Jednak traci także ukochanego zwierzaka. Mimo to zyskuje coś innego, niezwykłego. Za pomocą pewnego pierścienia może zmieniać się w boginkę. Dysponuje mocą samej Ateny. Może jej używać tylko w szczytnych celach. Karin dzielnie walczy ze złem. Kazune z mocą Apolla też powstrzymuje niesprawiedliwość. Ale czy dadzą radę przeciwstawić się tak ogromnej potędze zła?

## Anime

### Spis odcinków
| #  | Tytuł | Premiera         |
| -- | --- | ---------------- |
| 01 | Karin-chan's Mysterious Ring Karin-chan no Fushigi na Yubiwa Dashī (花鈴ちゃんのふしぎな指輪だしー)                       | 6 kwietnia 2007  |
| 02 | Karin-chan Becomes a Goddess Karin-chan, Kami-chama ni Henshin Dashī (花鈴ちゃん、かみちゃまに変神だしー)                 | 13 kwietnia 2007 |
| 03 | Himeka-chan's Secret Himeka-chan no Himitsu Dashī (姫香ちゃんの秘密だしー)                                                | 20 kwietnia 2007 |
| 04 | Reunion with Shii-chan Shī-chan to no Saikai Dashī (しーちゃんとの再会だしー)                                             | 27 kwietnia 2007 |
| 05 | Kazune-kun's Big Midterm Strategy Kazune-kun no Chuukan TESUTO Daisakusen Dashī (和音くんの中間テスト大作戦だしー)        | 4 maja 2007      |
| 06 | Dosukoi! Love at the School Festival Dosukoi, Koisuru Gakuensai Dashī (パどすこい、恋する学園祭だし)                      | 11 maja 2007     |
| 07 | Hakkeyoi! School Festival Dance Hakkeyoi, Odoru Gakuensai Dashī (咆はっけよい、踊る学園祭だしー)                          | 18 maja 2007     |
| 08 | The Ring has Disappeared" Yubiwa ga kiechattan Dashī" (指輪が消えちゃったんだしー)                                        | 25 maja 2007     |
| 09 | The Mysterious Transfer Student, He's Cool" Nazo no tenkousei, kakkoiin Dashī (ぞの転校生、かっこいいんだしー」」)        | 1 czerwca 2007   |
| 10 | Micchi's Exciting Hot Springs Tour Micchii no doki doki onsen tsuaa Dashī (ミッチーのドキドキ温泉ツアーだしー)            | 8 czerwca 2007   |
| 11 | Stuck together by a mysterious light Fushigi na Hikari de Pitutan ko Dashi (不思議な光でぴったんこだしー)                 | 15 czerwca 2007  |
| 12 | Adieu~ Karin-chan's first love Adyuu, Karin-chan no hatsukoi Dashi (アデュー、花鈴ちゃんの初恋だしー)                     | 22 czerwca 2007  |
| 13 | Kazune's Lovey-dovey Date Kazune-kun to raburabu deeto!? Dashi (和音くんとラブラブデート！？だしー)                       | 29 czerwca 2007  |
| 14 | The Beach Nagisa Dashi (渚だしー)                                                                                         | 6 lipca 2007     |
| 15 | Summer Time Blues Samaa Taimu Buruusu Dashi (サマータイムブルースだしー)                                                  | 13 lipca 2007    |
| 16 | The Present is a Mysterious Ring Puresento ha nazo no Yubiwa Dashi (プレゼントは謎の指輪だしー)                           | 20 lipca 2007    |
| 17 | Kirika-senpai's Confession Kirika-senpai no Kokohaku Dashi (霧火先輩の告白だしー)                                         | 27 lipca 2007    |
| 18 | The Rival is Prince Kazune Raibaru ha Kazune Ouji Dashi (ライバルは和音王子だしー)                                        | 3 sierpnia 2007  |
| 19 | The Romantic Theater Waits for No One Ai no Gekijyou Matanashi Dashi (迷愛の劇場、待ったなしだし)                         | 10 sierpnia 2007 |
| 20 | Micchi, Welcome Micchi Irasshai Dashi (ミッチー、いらっしゃ～い♪だしー)                                                   | 17 sierpnia 2007 |
| 21 | Himeka-chan and the Fortune Telling Glasses Guy Himeka-chan to Uranai Meganekko Dashi (姫香ちゃんと占いメガネっ子だしー)) | 24 sierpnia 2007 |
| 22 | Kazune-kun? and the Festival Kazune-kun? To Omatsuri Dashi (和音くん？とお祭りだしー)                                     | 1 września 2007  |
| 23 | A visit to Karasuma's house Karasuma-san chi, Otaku Haiken Dashi (烏丸さんち、お宅はいけんだしン)                         | 8 września 2007  |
| 24 | Here and There, Mr. Glasses Man is Everywhere Acchi mo Kocchi mo Meganekko Dashi (あっちもこっちも メガネっ子だしー)      | 15 września 2007 |
| 25 | The Labyrinth of Zeus's Ring Zeusu no Yubiwa no Meikyuu Dashi (ゼウスの指輪の迷宮だしー)                                  | 22 września 2007 |
| 26 | Those Who are Lost in Time's Labyrinth Jikuu no Mayoi go Tachi (輝時空の迷いごた)                                         | 29 września 2007 |

### Muzyka
Czołówka
- „Ankoku tengoku” (jap. 暗黒天国) – Ali Project

Napisy końcowe
- „Anemone” (jap. アネモネ) – Mai Nakahara
- „Kūchū meiro” (jap. 空中迷路) - Marble